# رینتلن
رینتلن (به آلمانی: Rinteln) شهری واقع در ایالت نیدرزاکسن در کشور آلمان است.